# Santa Cruz de los Pescadores

Santa Cruz de los Pescadores o Bata Ñee es una población del estado mexicano de Oaxaca, localizada en el municipio de Unión Hidalgo y en el istmo de Tehuantepec. Tiene el carácter de localidad de Unión Hidalgo.

## Historia
El origen preciso de la localidad que es hoy Santa Cruz de los Pescadores ronda a principios del año 2000, el origen de su nombre se debe a las familias que se asentaron en lo que hoy es la localidad, las cuales se dedicaban principalmente a la pesca, también se le conoce localmente como "Bata Ñee", que en español significa "descalzo", ya que sus habitantes transitaban descalzos por las calles del lugar.

## Localización y demografía
Santa Cruz de los Pescadores se encuentra localizada en las coordenadas geográficas 16°28′01″N 94°50′18″O / 16.46694, -94.83833 y a una altitud de 15 metros sobre el nivel del mar. Se encuentra a unos 2 kilómetros al este de la cabecera municipal de Unión Hidalgo, sobre la carretera que comunica a este poblado con la ciudad de Juchitán de Zaragoza.
De acuerdo al Censo de Población y Vivienda de 2020 realizado por el Instituto Nacional de Estadística y Geografía, la población total de Santa Cruz de los Pescadores es de 226 habitantes, de los que 110 son hombres y 116 son mujeres.

## Representantes
- (2000-2004): Vacante
- (2004-2006): Oscar García Pineda
- (2006-2012): Junta de Colonos
- (2012-2016): Santiago Jimenez "Tiagu Dxeño"
- (2016-2018): Marco Antonio López López
- (2018-2020): Junta de Colonos
- (2020-Actualidad): Gonzalo Marcos